# ピエリネン (小惑星)
ピエリネン (1536 Pielinen) は、小惑星帯に位置する小惑星。フィンランド南西部の都市トゥルクで、ユルィヨ・バイサラによって発見された。
フィンランドの東部に位置するピエリネン湖に因んで命名された。